# ديستروي أول هيومنز! (لعبة فيديو 2005)
ديستروي أول هيومنز! (بالإنجليزية: Destroy All Humans!)‏ هي لعبة أكشن-مغامرات من تطوير شركة بانديميك ستوديو ونشر شركة تي إتش كيو، صدرت اللعبة في يونيو 2005 على أجهزة بلاي ستيشن 2 وإكس بوكس.